# 幸西誠
幸西 誠 （こうにし まこと）は、日本・石川県加賀市出身の作詞家、作曲家、ゲームシナリオライター、著作権者。
現在はロサンゼルス在住。

## 来歴
カリフォルニア州立大学フラトン校卒業。2005年から2010年までスクウェア・エニックスに勤務しており、ファイナルファンタジーシリーズやドラゴンクエストシリーズに携わった。2012年には同社の通信システムの特許発明者に名を連ねている。
その他、Apple、Googleの広告やディズニーでの業務に携わった経験もある。2011年から2022年にかけては、エムティーアイでプロデューサーとしても活動していた。また、TuneCoreで活動するアーティスト「YASUMACS」に楽曲提供も行っている。

## 関係作品
- ファイナルファンタジーシリーズ
- ドラゴンクエストシリーズ
- ドラゴンクエストウォーク
- シェイクスピア
- YASUMACS
- WORLD WORD WALKER